# 地方法務局
地方法務局（ちほうほうむきょく）は、日本の法務省の地方支分部局の一つ。法務省設置法15条に基づき法務局とともに設置されている。登記、供託、戸籍、国籍等の業務を行う。府県単位の区域（法務局の置かれる府県を除く。）及び北海道の函館、旭川、釧路の各地域に設置される。
管轄区域の法務局長の指揮監督を受けるが（法務省設置法18条5項）、法務局自体の内部組織ではないため、「東京法務局横浜地方法務局」でなく単に「横浜地方法務局」などと呼ぶ。所要の地に支局、出張所が置かれる。
なお、一般には地方法務局以下でも「法務局」と呼ばれることがある。また、法務局、地方法務局等は登記所としての職務を行うことから、法務局や地方法務局の組織ないし建物自体を指して「登記所」ということもある。

## 地方法務局一覧
- 札幌法務局管轄区域
  - 函館地方法務局 : 江差支局・寿都支局
  - 旭川地方法務局 : 名寄支局・紋別支局・留萌支局・稚内支局
  - 釧路地方法務局 : 帯広支局・網走支局・北見支局・根室支局

- 仙台法務局管轄区域
  - 青森地方法務局 : 弘前支局・八戸支局・五所川原支局・十和田支局・むつ支局
  - 盛岡地方法務局 : 花巻支局・二戸支局・遠野支局・宮古支局・水沢支局
  - 秋田地方法務局 : 能代支局・本荘支局・大館支局・大曲支局
  - 山形地方法務局 : 新庄支局・米沢支局・鶴岡支局・酒田支局・寒河江支局・長井支局
  - 福島地方法務局 : 相馬支局・郡山支局・白河支局・若松支局・いわき支局

- 東京法務局管轄区域
  - 水戸地方法務局 : 土浦支局・下妻支局・日立支局・龍ヶ崎支局・常陸太田支局・鹿嶋支局
  - 宇都宮地方法務局 : 真岡支局・大田原支局・栃木支局・足利支局・烏山支局・日光支局
  - 前橋地方法務局 : 高崎支局・桐生支局・太田支局・沼田支局・伊勢崎支局・富岡支局・中之条支局
  - さいたま地方法務局 : 越谷支局・川越支局・熊谷支局・秩父支局・大宮支局・所沢支局・東松山支局・久喜支局
  - 千葉地方法務局 : 佐倉支局・茂原支局・松戸支局・木更津支局・館山支局・柏支局・匝瑳支局・香取支局・船橋支局・市川支局
  - 横浜地方法務局 : 川崎支局・相模原支局・横須賀支局・西湘二宮支局・湘南支局・厚木支局
  - 新潟地方法務局 : 三条支局・新発田支局・長岡支局・柏崎支局・佐渡支局・新津支局・十日町支局・村上支局・糸魚川支局・上越支局・南魚沼支局
  - 甲府地方法務局 : 鰍沢支局・大月支局
  - 長野地方法務局 : 上田支局・佐久支局・松本支局・諏訪支局・飯田支局・伊那支局・飯山支局・木曽支局・大町支局
  - 静岡地方法務局 : 沼津支局・富士支局・下田支局・浜松支局・掛川支局・袋井支局・藤枝支局

- 名古屋法務局管轄区域
  - 富山地方法務局 : 魚津支局・高岡支局・砺波支局
  - 金沢地方法務局 : 小松支局・七尾支局・輪島支局
  - 福井地方法務局 : 武生支局・敦賀支局・大野支局・小浜支局
  - 岐阜地方法務局 : 大垣支局・高山支局・多治見支局・中津川支局・美濃加茂支局・八幡支局
  - 津地方法務局 : 松阪支局・伊賀支局・四日市支局・伊勢支局・熊野支局・桑名支局

- 大阪法務局管轄区域
  - 大津地方法務局 : 彦根支局・長浜支局・甲賀支局
  - 京都地方法務局 : 園部支局・宮津支局・舞鶴支局・福知山支局・京丹後支局・宇治支局
  - 神戸地方法務局 : 伊丹支局・尼崎支局・明石支局・柏原支局・姫路支局・社支局・龍野支局・豊岡支局・洲本支局・西宮支局・篠山支局・加古川支局
  - 奈良地方法務局 : 葛城支局・五條支局・桜井支局
  - 和歌山地方法務局 : 田辺支局・御坊支局・新宮支局・橋本支局

- 広島法務局管轄区域
  - 鳥取地方法務局 : 倉吉支局・米子支局
  - 松江地方法務局 : 出雲支局・浜田支局・益田支局・西郷支局・川本支局・雲南支局
  - 岡山地方法務局 : 倉敷支局・津山支局・美作支局・真庭支局・高梁支局・笠岡支局・備前支局
  - 山口地方法務局 : 周南支局・萩支局・岩国支局・下関支局・宇部支局・防府支局

- 高松法務局管轄区域
  - 徳島地方法務局 : 阿南支局・鳴門支局（廃止）・美馬支局・吉野川支局（廃止）
  - 松山地方法務局 : 大洲支局・西条支局・今治支局・宇和島支局・八幡浜支局・四国中央支局
  - 高知地方法務局 : 須崎支局・安芸支局・四万十支局・香美支局

- 福岡法務局管轄区域
  - 佐賀地方法務局 : 武雄支局・唐津支局・伊万里支局
  - 長崎地方法務局 : 諫早支局・島原支局・佐世保支局・平戸支局・壱岐支局・五島支局・対馬支局
  - 熊本地方法務局 : 玉名支局・山鹿支局・阿蘇支局・八代支局・人吉支局・天草支局・宇土支局・御船支局
  - 大分地方法務局 : 杵築支局・佐伯支局・竹田支局・中津支局・日田支局・宇佐支局・臼杵支局
  - 宮崎地方法務局 : 日南支局・都城支局・延岡支局・日向支局
  - 鹿児島地方法務局 : 霧島支局・知覧支局・川内支局・鹿屋支局・奄美支局
  - 那覇地方法務局 : 沖縄支局・名護支局・宮古島支局・石垣支局